# Siva (rivière)
Pour les articles homonymes, voir Siva.
La rivière Siva (russe : Сива) est un cours d'eau de Russie et un affluent droit de la Kama. Elle arrose le kraï de Perm et la république d'Oudmourtie.

## Géographie
La Siva est longue de 206 km et draine un bassin de 4 870 km2. Son cours se dirige vers le sud-ouest. Près de la ville de Votkinsk, la Siva reçoit sur sa rive droite les eaux de la Votka et elle se jette ensuite dans la Kama. Elle est habituellement gelée de la seconde quinzaine d'octobre jusqu'au mois d'avril. La Siva a un régime nival.

## Source
- (ru) Grande Encyclopédie soviétique : article « Сива (река) »